# Polska Partia Socjalistyczna – Frakcja Rewolucyjna

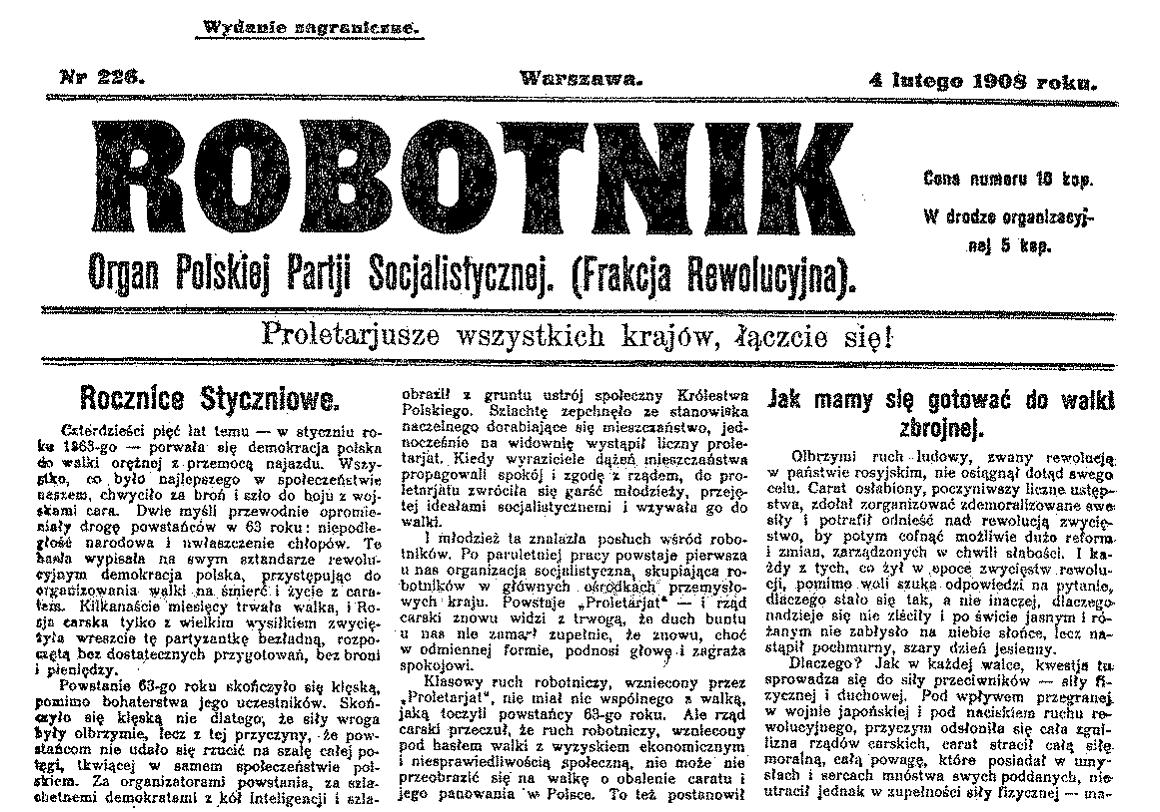
„Robotnik” PPS Frakcji Rewolucyjnej z lutego 1908 z artykułem Józefa Piłsudskiego „Jak mamy się gotować do walki zbrojnej”

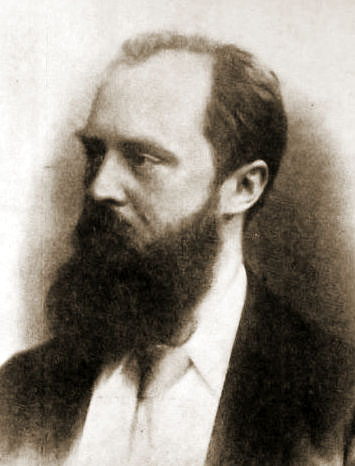
Witold Jodko-Narkiewicz

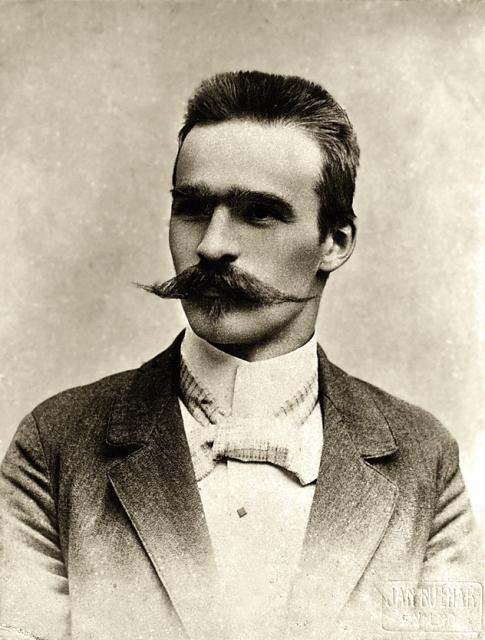
Józef Piłsudski

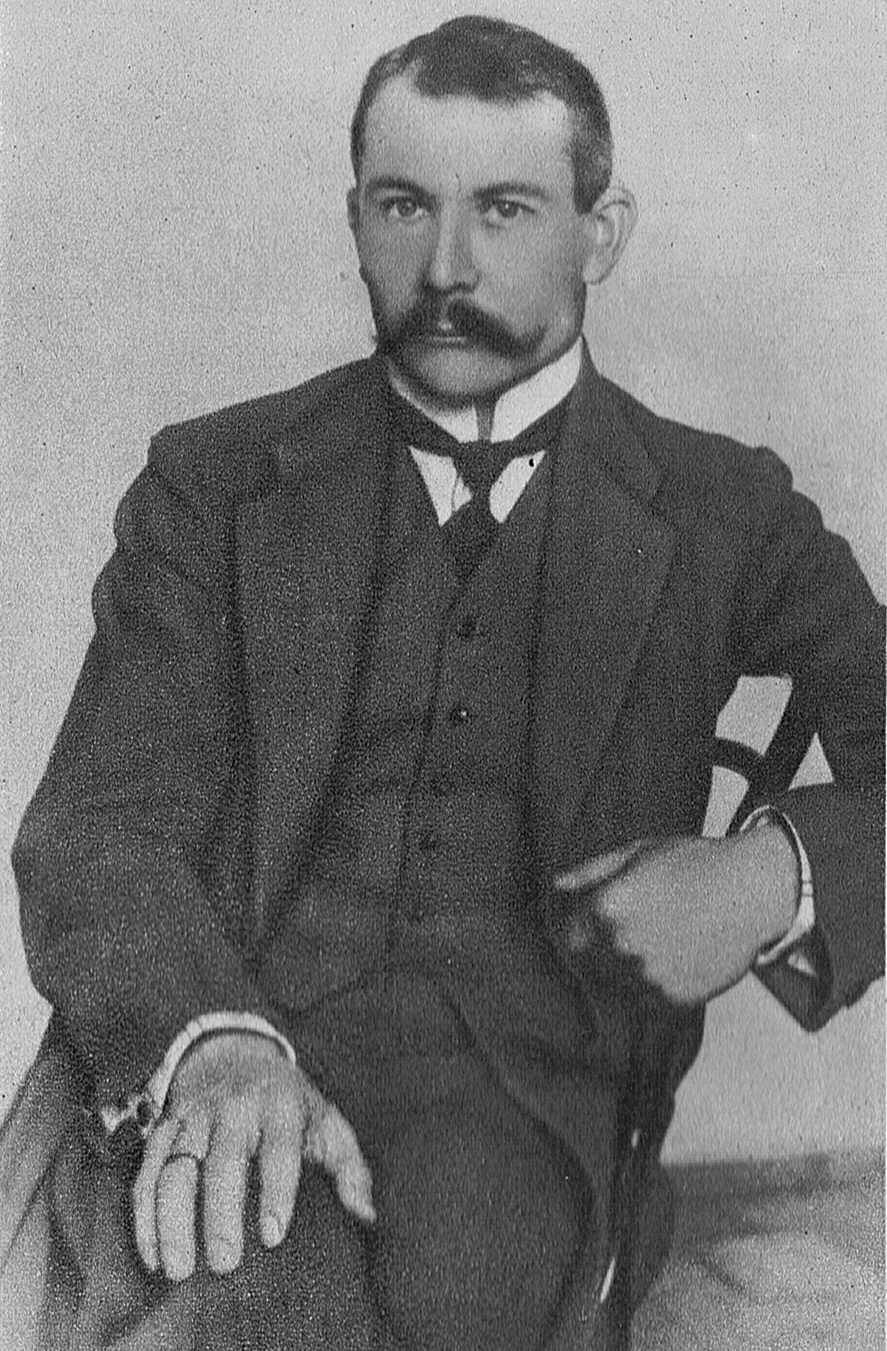
Tomasz Arciszewski

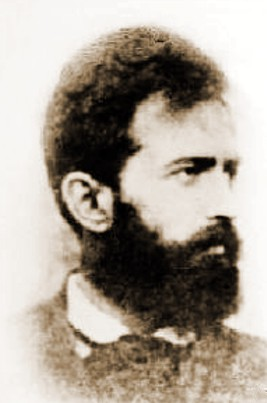
Walery Sławek

Polska Partia Socjalistyczna (Frakcja Rewolucyjna) – partia socjalistów polskich utworzona w 1906 w wyniku rozłamu w PPS podczas IX Zjazdu PPS w Wiedniu 19–25 listopada 1906 r. Od sierpnia 1909 r. ponownie pod nazwą Polska Partia Socjalistyczna.

## Rozłam
W czasie Zjazdu 22 listopada doszło do otwartego sporu dotyczącego strategii i taktyki Polskiej Partii Socjalistycznej. Powstały wówczas dwie frakcje: PPS (Frakcja Rewolucyjna) („Starzy”) i PPS (Lewica) („Młodzi”). Zdaniem historyków PPS Adama i Lidii Ciołkoszów:

„Młodzi” dostosować chcieli cele walki proletariatu polskiego do potrzeb rosyjskiego ruchu rewolucyjnego. Uważając osiągnięcie niepodległości w ówczesnych warunkach za niemożliwe odsuwali je w daleką przyszłość i poprzestawali na postulacie usamodzielnienia Królestwa Polskiego w ramach republikańskiego i demokratycznego państwa rosyjskiego. Natomiast „starzy” w dalszym ciągu jako cel walki klasy robotniczej stawiali niepodległą polską republikę demokratyczną, w taktyce zaś rewolucyjnej zachowywali samodzielność polskiego ruchu socjalistycznego, chociaż bynajmniej nie wykluczali koordynacji sił w walce ze wspólnym wrogiem – caratem.

Formalną przyczyną sporu stał się stosunek do Organizacji Bojowej PPS nie realizującej zaleceń i polityki Centralnego Komitetu Robotniczego. Spośród czterech delegatów OB PPS unieważniono dwa mandaty (w tym Józefa Piłsudskiego). Delegaci Organizacji Bojowej wraz z delegatami OB PPS wybranymi w okręgach opuścili Zjazd.
Delegaci, którzy opuścili Zjazd zwołali 23 listopada 1906 konferencję w Krakowie. Na wniosek Feliksa Perla przyjęto nazwę „Polska Partia Socjalistyczna (Frakcja Rewolucyjna)” wybierając tymczasowy Centralny Komitet Robotniczy oraz postanowiono kontynuować wydawanie „Robotnika”.
Według danych na Zjazd po stronie Frakcji Rewolucyjnej opowiedziało się ok. 19,5 tys. członków PPS (z 46 tys. przed rozłamem). Najsilniejsze okręgi pozostające we Frakcji to Łódź, Zagłębie Dąbrowskie, Częstochowa i częściowo Warszawa. Doszło również do podziałów w Komitecie Zagranicznym PPS. Za Frakcją Rewolucyjną opowiedziały się sekcje w Galicji oraz Lozannie i Fryburgu, pozostałe zaś za PPS (Lewica). Pomimo propozycji federacyjnego zjazdu, PPS (Lewica) w styczniu 1907 r. odmówiła domagając się rozwiązania Frakcji Rewolucyjnej.

## Program
Na X Zjeździe PPS (I Zjeździe PPS Frakcji Rewolucyjnej) odbytym w dniach 3–11 marca 1907, w Wiedniu uchwalono Program przygotowany przez Feliksa Perla na podstawie koncepcji zmarłego Kazimierza Kelles-Krauza. Program określił podstawowy cel, stwierdzając, że:

Polska Partia Socjalistyczna dąży do wyzwolenia całego ludu z więzów niewoli ekonomicznej, politycznej i narodowej. W imię tego wyzwolenia Polska Partia Socjalistyczna stawia sobie za cel: zasadnicze przekształcenie ustroju społecznego, oparcie społeczeństwa na nowych socjalistycznych zasadach.
W dziedzinie ekonomicznej cel ten oznaczał:
- przejście środków wytwarzania i komunikacji (ziemi, kopalń, fabryk, kolei itp.) na własność wspólną, społeczną; celową i świadomą kontrolę ogółu pracujących nad całym życiem gospodarczym dla powszechnego dobra;
- zniesienie pracy najemnej i wszelkiego wyzysku.

W dziedzinie politycznej:
- zaprowadzenie niepodległej republiki polskiej, całkowicie i wszechstronnie demokratycznej;
- przekształcenie państwa z narzędzia ucisku w rzeczywisty organ woli zbiorowej;
- zdobycie przez klasę robotniczą władzy w państwie.

Wreszcie w dziedzinie narodowej: zniesienie wszelkiego ucisku narodowego; zjednoczenie Polski”.

## Działania
W tym okresie partia walczyła zbrojnie. Według informacji partyjnych w 1907, w czasie zamachów Organizacji Bojowej PPS zabito po stronie rządowej 181 osób, w tym 45 policjantów, oraz dokonano 92 zamachy celem zdobycia środków finansowych. Organizacja poniosła jednak olbrzymie straty: aresztowano i skazano na karę śmierci m.in. Józefa Montwiłł-Mireckiego, Henryka Barona, Jana Kwapińskiego (zamieniono mu wyrok na katorgę). Liczne aresztowania i odpływ fali rewolucyjnej spowodowały zmniejszenie się liczby członków partii do ok. 3000 członków.
Poważnym ciosem było wykrycie drukarni „Robotnika” w Warszawie we wrześniu 1908. Do ostatnich akcji na większą skalę należały: Akcja pod Bezdanami na pociąg rządowy, we wrześniu 1908, z udziałem Józefa Piłsudskiego, Walerego Sławka, Aleksandra Prystora, Tomasza Arciszewskiego, oraz egzekucja prowokatora Edmunda Taranowicza wykonana w 1909, przez Kazimierza Pużaka wraz z Henrykiem Minkiewiczem.
Na XI Zjeździe PPS (II Zjeździe Frakcji Rewolucyjnej), który odbył się w dniach 25–28 sierpnia 1909, w Wiedniu, partia ponownie powróciła do nazwy Polska Partia Socjalistyczna. Nowo wybrane kierownictwo partii rozpoczęło działania na rzecz budowy szerszej współpracy organizacji niepodległościowych koncentrując się na działaniach w Galicji. Rozwinięto aktywną działalność w środowiskach młodzieżowych m.in. doprowadzono do wyodrębnienia we wrześniu 1910 Związku Młodzieży Postępowo-Niepodległościowej.
Z inicjatywy części działaczy PPS doprowadzono do powołania Związku Walki Czynnej co spowodowało spór z członkami Wydziału Bojowego. Spory wobec dalszej działalności partyjnej spowodowały wyodrębnienie się grupy opozycyjnej – PPS Opozycja.
W sierpniu 1914, wybuch I wojny światowej doprowadził do zakończenia sporów. Część działaczy z Józefem Piłsudskim podjęła działania czysto wojskowe, zaś część (głównie b. członkowie PPS Opozycja) podjęli dalsze działania na rzecz PPS. Działalność po stronie galicyjskiej podjęli: Feliks Perl, Tomasz Arciszewski i Marian Malinowski, zaś w Warszawie Tymczasowy Komitet Robotniczy tworzyli: Artur Śliwiński i Konstancja Jaworowska. Proces odbudowy PPS po rozpoczęciu wojny został zakończony na XII Zjeździe PPS w Piotrkowie Trybunalskim w styczniu 1916.

## Władze PPS Frakcja Rewolucyjna
- Listopad 1906 – marzec 1907 Centralny Komitet Robotniczy: Witold Jodko-Narkiewicz ps. „Ignacy”, Stanisław Tor ps. „Felek”, Feliks Turowicz ps. „Szczepan”, „Adam”. Po wyjeździe Jodko-Narkiewicza za granicę, na jego miejsce wszedł Leon Wasilewski ps. „Artur”.
- Marzec 1907: Centralny Komitet Robotniczy (wybrany na X Zjeździe PPS): Tytus Filipowicz ps. „Teodor” (zachorował i wyjechał w połowie 1907 r. do Rosji), Władysław Mech ps. „Andrzej” (we wrześniu 1907 wyjechał do Kijowa), Stanisław Jędrzejewski ps. „Ryszard”, Michał Sokolnicki ps. „Leszek” (funkcjonował do września 1907 r.), Mieczysław Dąbkowski ps. „Paweł”. W 1908 r. w składzie CKR znajdowali się Aleksander Sulkiewicz, Józef Frejlich i Stanisław Jędrzejewski (aresztowany w maju 1908 r.).
- Wrzesień 1909 Centralny Komitet Robotniczy (wybrany na XI Zjeździe PPS): Józef Piłsudski ps. „Mieczysław”, Witold Jodko-Narkiewicz ps. „Ignacy”, Tytus Filipowicz ps. „Stefan I”. W 1912 wyjechał za granicę Filipowicz, a następnie w 1914 Jodko-Narkiewicz. W wyniku kooptacji w marcu 1914 r. do CKR obok Józefa Piłsudskiego weszli Leon Wasilewski i Walery Sławek.

W okresie 1909 – 1914 funkcjonowała również Rada Partyjna mająca formę konferencji, w skład której wchodzili członkowie CKR, przedstawiciele Wydziałów (Organizacyjno-Agitacyjnego, Bojowego i Zagranicznego) oraz specjalnie zaproszeni działacze partii.
W okresie I wojny światowej działalność PPS w Warszawie początkowo zamarła. Po stronie austriackiej dotychczasowe kierownictwo włączyło się w działania wojskowe. Niebawem powstał Tymczasowy Komitet Robotniczy w składzie: Artur Śliwiński, Konstancja Jaworowska, oraz od 1915 r. Bolesław Czarkowski. Komitet był podporządkowany kierownictwu (CKR) na obszarze okupacji austriackiej (z dotychczasowej PPS Opozycji w składzie: Feliks Perl, Tomasz Arciszewski Stanisław, Marian Malinowski Wojtek). W sierpniu 1914 roku organizacja weszła w skład Zjednoczenia Organizacji Niepodległościowych.
- W styczniu 1916 r. na XII Zjeździe PPS w Piotrkowie Trybunalskim wybrano Centralny Komitet Robotniczy w składzie: Feliks Perl, Tomasz Arciszewski, Marian Malinowski, Bolesław Czarkowski, Bronisław Ziemięcki. We wrześniu 1916 r. na Konferencji PPS w Dąbrowie Górniczej uzupełniono wybór o Mieczysława Niedziałkowskiego i Adama Landy. Z pracy partyjnej stopniowo usunął się Bolesław Czarkowski, dokooptowano natomiast Włodzimierza Kunowskiego.
- W czerwcu 1917 r. na XIII Zjeździe PPS wybrano CKR w składzie: Tomasz Arciszewski, Norbert Barlicki, Włodzimierz Kunowski, Marian Malinowski, Mieczysław Niedziałkowski, Feliks Perl i Bronisław Ziemięcki.
- We wrześniu 1918 r. na ostatnim nielegalnym XIV Zjeździe PPS w Warszawie wybrano CKR w składzie: Tomasz Arciszewski, Rajmund Jaworowski, Marian Malinowski, Mieczysław Niedziałkowski, Feliks Perl, Zygmunt Zaremba i Bronisław Ziemięcki[8].